# Станіславчицький район
Станісла́вчицький райо́н — колишній район Могилівської, Вінницької округ, Вінницької області.

## Історія
Утворений 7 березня 1923 з частин Станіславчицької, Пеньківської, Мовчанської і Копай-Городської волостей з центром у Станіславчику в складі Могилівської округи Подільської губернії.
1 липня 1930 року Могилівська округа розформована з приєднанням території до Вінницької округи.
15 вересня 1930 після скасування округ підпорядковується безпосередньо Українській РСР.
27 лютого 1932 року став частиною новоутвореної Вінницької області.
Ліквідований 28 листопада 1957 року з віднесенням території до складу Жмеринського і Копайгородського районів.